# Sailor Moon/Episodenliste
Diese Episodenliste enthält alle Episoden der japanischen Animeserie Sailor Moon, sortiert nach der japanischen Erstausstrahlung. Zwischen 1992 und 1997 wurden 200 Episoden in fünf Staffeln produziert. Die erste Staffel lief in Japan unter dem Titel Pretty Soldier Sailor Moon, die zweite hieß Pretty Soldier Sailor Moon R, die dritte Pretty Soldier Sailor Moon S, die vierte Staffel trug den Titel Pretty Soldier Sailor Moon SuperS und die fünfte Staffel lief unter dem Titel Pretty Soldier Sailor Moon Sailor Stars. In Deutschland gab es diese Staffeltitel offiziell nicht, dafür lief die Serie hierzulande unter dem Titel Sailor Moon – Das Mädchen mit den Zauberkräften. 
Die erste Staffel wurde ab Oktober 1995 wöchentlich im ZDF erstausgestrahlt. Ab August 1997 übernahm RTL II die deutschsprachige Erstausstrahlung im werktäglichen Nachmittagsprogramm.

## Staffel 1
| Nr. (ges.) | Nr. (St.) | Deutscher Titel                     | Originaltitel                                                                         | Erstausstrahlung Japan | Deutschsprachige Erstausstrahlung (D) |
| --- | --------- | ----------------------------------- | ------------------------------------------------------------------------------------- | ---------------------- | ------------------------------------- |
| 1 | 1         | Der Glanz der Juwelen               | 泣き虫うさぎの華麗なる変身 (Nakimushi Usagi no Kareinaru Henshin)                     | 7. März 1992           | 13. Okt. 1995                         |
| Bunny Tsukino ist ein 14-jähriges Mädchen. Eines Tages trifft sie auf die sprechende Katze Luna, die ihr sagt, dass Bunny Sailor Moon sei und gegen das Böse kämpfen müsse. Nach ihrer ersten Verwandlung bemerkt sie, dass ihre beste Freundin Naru in Gefahr ist. Mit ihren Kräften und durch Tuxedo Masks Hilfe gelingt es Sailor Moon, das Monster zu besiegen und Naru zu retten. |           |                                     |                                                                                       |                        |                                       |
| 2 | 2         | Die Wahrsagerin                     | おしおきよ！占いハウスは妖魔の館 (Oshioki yo! Uranai Hausu wa Yōma no Yakata)         | 14. März 1992          | 20. Okt. 1995                         |
| 3 | 3         | Der Geheimsender                    | 謎のねむり病、守れ乙女の恋する心 (Nazo no Nemuribyō, Mamore Otome no Koisuru Kokoro)  | 21. März 1992          | 27. Okt. 1995                         |
| 4 | 4         | Die Abmagerungskur                  | うさぎが教えます！スリムになる法 (Usagi ga Oshiemasu! Surimu ni Naruhō)               | 28. März 1992          | 3. Nov. 1995                          |
| 5 | 5         | Das neue Haustier                   | 妖魔の香り！シャネラーは愛を盗む (Yōma no Kaori! Shanerā wa Ai o Nusumu)              | 11. Apr. 1992          | 10. Nov. 1995                         |
| 6 | 6         | Der Held meiner Träume              | 守れ恋の曲！うさぎはキューピッド (Mamore Koi no Kyoku! Usagi wa Kyūpiddo)             | 18. Apr. 1992          | 17. Nov. 1995                         |
| 7 | 7         | Ein Star wird geboren               | うさぎ反省！スターの道はきびしい (Usagi Hansei! Sutā no Michi wa Kibishī)             | 25. Apr. 1992          | 24. Nov. 1995                         |
| 8 | 8         | Das Genie                           | 天才少女は妖魔なの？恐怖の洗脳塾 (Tensai Shōjo wa Yōmana no? Kyōfu no Sennō Juku)     | 2. Mai 1992            | 1. Dez. 1995                          |
| 9 | 9         | Keine Zeit                          | うさぎの災難！あわて時計にご用心 (Usagi no Sainan! Awate Tokei ni Goyōjin)            | 9. Mai 1992            | 8. Dez. 1995                          |
| 10 | 10        | Der Tempel der Verliebten           | 呪われたバス！炎の戦士マーズ登場 (Norowareta Basu! Honō no Senshi Māzu Tōjō)          | 16. Mai 1992           | 15. Dez. 1995                         |
| 11 | 11        | Traumprinzessin                     | うさぎとレイ対決？夢ランドの悪夢 (Usagi to Rei Taiketsu? Yume Rando no Akumu)         | 23. Mai 1992           | 22. Dez. 1995                         |
| 12 | 12        | Die Kreuzfahrt                      | 私だって彼が欲しい！豪華船のワナ (Watashi Datte kare ga Hoshī! Gōkasen no Wana)       | 30. Mai 1992           | 5. Jan. 1996                          |
| 13 | 13        | Drei gegen Jedyte                   | 女の子は団結よ！ジェダイトの最期 (Onnanoko wa Danketsu yo! Jedaito no Saigo)          | 6. Juni 1992           | 12. Jan. 1996                         |
| 14 | 14        | Der Tenniscrack                     | 新たなる強敵、ネフライト魔の紋章 (Aratanaru Kyōteki, Nefuraito ma no Monshō)          | 13. Juni 1992          | 19. Jan. 1996                         |
| 15 | 15        | Der Park                            | うさぎアセる！レイちゃん初デート (Usagi Aseru! Rei-chan Hatsu Dēto)                   | 20. Juni 1992          | 26. Jan. 1996                         |
| 16 | 16        | Das Hochzeitskleid                  | 純白ドレスの夢！うさぎ花嫁になる (Junpaku Doresu no Yume! Usagi Hanayome ni Naru)     | 27. Juni 1992          | 2. Feb. 1996                          |
| 17 | 17        | Das Fotomodell                      | モデルはうさぎ？妖魔カメラの熱写 (Moderu wa Usagi? Yōma Kamera no Nessha)             | 4. Juli 1992           | 9. Feb. 1996                          |
| 18 | 18        | Puppen weinen nicht                 | 進悟の純情！哀しみのフランス人形 (Shingo no Junjō! Kanashimi no Furansu Ningyō)       | 11. Juli 1992          | 16. Feb. 1996                         |
| 19 | 19        | Liebesbriefe                        | うさぎ感激！タキシード仮面の恋文 (Usagi Kangeki! Takishīdo Kamen no Rabu Retā)        | 25. Juli 1992          | 23. Feb. 1996                         |
| 20 | 20        | Das Geisterhaus                     | 夏よ海よ青春よ！おまけに幽霊もよ! (Natsu yo Umi yo Seishun yo! Omake ni Yūrei mo yo!) | 1. Aug. 1992           | 1. März 1996                          |
| 21 | 21        | Großes Ehrenwort                    | 子供達の夢守れ！アニメに結ぶ友情 (Kodomotachi no Yume Mamore! Anime ni Musubu Yūjō)   | 8. Aug. 1992           | 8. März 1996                          |
| 22 | 22        | Bunnys erster Kuss                  | 月下のロマンス！うさぎの初キッス (Gekka no Romansu! Usagi no Hatsu Kisu)              | 15. Aug. 1992          | 15. März 1996                         |
| 23 | 23        | Narus erste Liebe                   | 流れ星に願いを！なるちゃんの純愛 (Nagare Hoshi ni Negai o! Naru-chan no Jun'ai)       | 22. Aug. 1992          | 22. März 1996                         |
| 24 | 24        | Der Verrat                          | なるちゃん号泣！ネフライト愛の死 (Naru-chan Gōkyū! Nefuraito Ai no Shi)               | 29. Aug. 1992          | 29. März 1996                         |
| 25 | 25        | Die vierte Sailor-Kriegerin         | 恋する怪力少女、ジュピターちゃん (Koisuru Kairiki Shōjo, Jupitā-chan)                 | 5. Sep. 1992           | 12. Apr. 1996                         |
| 26 | 26        | Die Splitter des heiligen Kristalls | なるちゃんに笑顔を！うさぎの友情 (Naru-chan ni Egao o! Usagi no Yūjō)                 | 12. Sep. 1992          | 19. Apr. 1996                         |
| 27 | 27        | Der neue Klassenprimus              | 亜美ちゃんへの恋！? 未来予知の少年 (Ami-chan e no Koi!? Mirai Yochi no Shōnen)        | 10. Okt. 1992          | 26. Apr. 1996                         |
| 28 | 28        | Das Selbstporträt                   | 恋のイラスト、うさぎと衛が接近? (Koi no Irasuto, Usagi to Mamoru ga Sekkin?)          | 17. Okt. 1992          | 3. Mai 1996                           |
| 29 | 29        | Alle schwärmen für Motoki           | 大混戦！グチャグチャ恋の四角関係 (Daikonsen! Guchagucha Koi no Shikaku Kankei)        | 24. Okt. 1992          | 10. Mai 1996                          |
| 30 | 30        | Der verrückte Opa                   | お爺ちゃん乱心、レイちゃんの危機 (Ojī-chan Ranshin, Rei-chan no Kiki)                 | 31. Okt. 1992          | 17. Mai 1996                          |
| 31 | 31        | Ein langweiliger Sonntag            | 恋されて追われて！ルナの最悪の日 (Koisarete Owarete! Runa no Saiaku no Hi)            | 7. Nov. 1992           | 24. Mai 1996                          |
| 32 | 32        | Im Vergnügungspark                  | 海野の決心！なるちゃんは僕が守る (Umino no Kesshin! Naru-chan wa Boku ga Mamoru)      | 14. Nov. 1992          | 5. Apr. 1996                          |
| 33 | 33        | Die Doppelgängerin                  | 最後のセーラー戦士、ヴィーナス登場 (Saigo no Sērā Senshi, Vīnasu Tōjō)                | 21. Nov. 1992          | 31. Mai 1996                          |
| 34 | 34        | Die Mondprinzessin                  | 光輝く銀水晶！月のプリンセス登場 (Hikari Kagayaku Ginzuishō! Tsuki no Purinsesu Tōjō) | 28. Nov. 1992          | 7. Juni 1996                          |
| 35 | 35        | Die fünfte Sailor-Kriegerin         | よみがえる記憶！うさぎと衛の過去 (Yomigaeru Kioku! Usagi to Mamoru no Kako)           | 5. Dez. 1992           | 14. Juni 1996                         |
| 36 | 36        | Der Friseursalon                    | うさぎ混乱！タキシード仮面は悪？ (Usagi Konran! Takishīdo Kamen wa Aku?)              | 12. Dez. 1992          | 22. Juni 1996                         |
| 37 | 37        | Die englische Gräfin                | めざせプリンセス？うさぎの珍特訓 (Mezase Purinsesu? Usagi no Chin Tokkun)             | 19. Dez. 1992          | 29. Juni 1996                         |
| 38 | 38        | Bunny, die Skikönigin               | 雪よ山よ友情よ！やっぱり妖魔もよ (Yuki yo Yama yo Yūjō yo! Yappari Yōma mo yo)        | 26. Dez. 1992          | 6. Juli 1996                          |
| 39 | 39        | Die Eiskönigin                      | 妖魔とペア！？氷上の女王まこちゃん (Yōma to Pea!? Hyōjō no Joō Mako-chan)             | 9. Jan. 1993           | 13. Juli 1996                         |
| 40 | 40        | Der geheimnisvolle See              | 湖の伝説妖怪！ うさぎ家族のきずな (Mizūmi no Densetsu Yōkai! Usagi Kazoku no Kizuna)  | 16. Jan. 1993          | 27. Juli 1996                         |
| 41 | 41        | Ryos Warnung                        | もう恋から逃げない！亜美と衛対決 (Mō Koi Kara Nigenai! Ami to Mamoru Taiketsu)        | 23. Jan. 1993          | 3. Aug. 1996                          |
| 42 | 42        | Liebeskummer                        | Sヴィーナスの過去、美奈子の悲劇 (Sērā Vīnasu no Kako, Minako no Hiren)                | 30. Jan. 1993          | 10. Aug. 1996                         |
| 43 | 43        | Die Falle                           | うさぎが孤立？S戦士達の大ゲンカ (Usagi ga Koritsu? Sērā Senshi-tachi no Ōgenka)       | 6. Feb. 1993           | 17. Aug. 1996                         |
| 44 | 44        | Am Nordpol                          | うさぎの覚醒！超過去のメッセージ (Usagi no Kakusei! Chōkako no Messēji)               | 13. Feb. 1993          | 24. Aug. 1996                         |
| 45 | 45        | Der letzte Kampf                    | セーラー戦士死す！悲壮なる最終戦 (Sērā Senshi Shisu! Hisōnaru Saishūsen)              | 20. Feb. 1993          | 31. Aug. 1996                         |
| 46 | 46        | Schwere Verluste                    | うさぎの想いは永遠に！新しき転生 (Usagi no Omoi wa Towa ni! Atarashiki Tensei)        | 27. Feb. 1993          | 7. Sep. 1996                          |

## Staffel 2
| Nr. (ges.) | Nr. (St.) | Deutscher Titel                     | Originaltitel                                                                           | Erstausstrahlung Japan | Deutschsprachige Erstausstrahlung (D) |
| ---------- | --------- | ----------------------------------- | --------------------------------------------------------------------------------------- | ---------------------- | ------------------------------------- |
| 47         | 1         | Das Monster                         | ムーン復活！謎のエイリアン出現 (Mūn Fukkatsu! Nazo no Eirian Shutsugen)                 | 6. März 1993           | 1. Aug. 1997                          |
| 48         | 2         | Das Vorsprechen                     | 愛と正義ゆえ！セーラー戦士再び (Ai to Seigi Yue! Sērā Senshi Futatabi)                  | 13. März 1993          | 4. Aug. 1997                          |
| 49         | 3         | Der Ritter des Mondlichts           | 白いバラは誰に？月影の騎士登場 (Shiroi Bara wa Dare ni? Tsukikage no Naito Tōjō)        | 20. März 1993          | 5. Aug. 1997                          |
| 50         | 4         | Der Mondstein versagt               | うさぎの危機！ティアラ作動せず (Usagi no Kiki! Tiara Sadō Sezu)                         | 10. Apr. 1993          | 6. Aug. 1997                          |
| 51         | 5         | Frühlingsfest                       | 新しき変身！うさぎパワーアップ (Atarashiki Henshin! Usagi Pawā Appu)                    | 17. Apr. 1993          | 7. Aug. 1997                          |
| 52         | 6         | Glaube an dich selbst               | 狙われた園児！ヴィーナス大活躍 (Nerawareta Enji! Vīnasu Daikatsuyaku)                   | 24. Apr. 1993          | 8. Aug. 1997                          |
| 53         | 7         | Babysitting                         | 衛とうさぎのベビーシッター騒動 (Mamoru to Usagi no Bebīshittā Sōdō)                     | 1. Mai 1993            | 11. Aug. 1997                         |
| 54         | 8         | Reis großer Tag                     | 文化祭は私のため？！レイ女王熱唱 (Bunkasai wa Watashi no Tame?! Rei Joō Nesshō)         | 8. Mai 1993            | 12. Aug. 1997                         |
| 55         | 9         | Der Mut der Liebe                   | 月影は星十郎？もえるまこちゃん (Tsukikage wa Seijūrō? Moeru Mako-chan)                  | 22. Mai 1993           | 13. Aug. 1997                         |
| 56         | 10        | Ein Kuss, ein Kuss                  | 衛のキス奪え！アンの白雪姫作戦 (Mamoru no Kisu Ubae! An no Shirayuki-hime Sakusen)      | 29. Mai 1993           | 14. Aug. 1997                         |
| 57         | 11        | Nachsitzen                          | 放課後にご用心！狙われたうさぎ (Hōkago ni Goyōjin! Nerawareta Usagi)                    | 5. Juni 1993           | 15. Aug. 1997                         |
| 58         | 12        | Das unheimliche Zimmer              | すれちがう愛の心！怒りの魔界樹 (Surechigau Ai no Kokoro! Ikari no Makaiju)              | 12. Juni 1993          | 18. Aug. 1997                         |
| 59         | 13        | Das Geheimnis des Baumes            | めざめる真実の愛！魔界樹の秘密 (Mezameru Shinjitsu no Ai! Makaiju no Himitsu)           | 19. Juni 1993          | 19. Aug. 1997                         |
| 60         | 14        | Das fremde Kind                     | 天使？悪魔？空からきた謎の少女 (Tenshi? Akuma? Sora Kara Kita Nazo no Shōjo)            | 26. Juni 1993          | 20. Aug. 1997                         |
| 61         | 15        | Bunnys gebrochenes Herz             | うさぎ大ショック！衛の絶交宣言 (Usagi Daishokku! Mamoru no Zekkō Sengen)                | 3. Juli 1993           | 21. Aug. 1997                         |
| 62         | 16        | Die Freundschaft der Sailor-Krieger | 戦士の友情！さよなら亜美ちゃん (Senshi no Yūjō! Sayonara Ami-chan)                      | 10. Juli 1993          | 22. Aug. 1997                         |
| 63         | 17        | Großvater in Not                    | 女は強く美しく！レイの新必殺技 (Onna wa Tsuyoku Utsukushiku! Rei no Shin Hissatsu Waza) | 24. Juli 1993          | 25. Aug. 1997                         |
| 64         | 18        | Heimweh                             | 銀水晶を求めて！ちびうさの秘密 (Ginzuishō o Motomete! Chibiusa no Himitsu)              | 31. Juli 1993          | 26. Aug. 1997                         |
| 65         | 19        | Streit wegen der Liebe              | 恋の論争！美奈子とまことが対立 (Koi no Ronsō! Minako to Makoto ga Tairitsu)             | 14. Aug. 1993          | 27. Aug. 1997                         |
| 66         | 20        | Die Curry-Party                     | うさぎの親心？カレーな三角関係 (Usagi no Oyagokoro? Karē na Sankaku Kankei)             | 21. Aug. 1993          | 28. Aug. 1997                         |
| 67         | 21        | Ein turbulentes Wochenende          | 海よ島よバカンスよ！戦士の休息 (Umi yo Shima yo Bakansu yo! Senshi no Kyūsoku)          | 28. Aug. 1993          | 29. Aug. 1997                         |
| 68         | 22        | Chibiusa hat Heimweh                | ちびうさを守れ！10戦士の大激戦 (Chibiusa o Mamore! 10 Senshi no Daigekisen)             | 11. Sep. 1993          | 1. Sep. 1997                          |
| 69         | 23        | Die falsche Freundin                | 目覚めよ眠れる美少女！衛の苦悩 (Mezame yo Nemureru Bishōjo! Mamoru no Kunō)             | 25. Sep. 1993          | 2. Sep. 1997                          |
| 70         | 24        | Arme Kermesite                      | 愛の炎の対決！マーズVSコーアン (Ai no Honō no Taiketsu! Māzu VS Kōan)                   | 2. Okt. 1993           | 3. Sep. 1997                          |
| 71         | 25        | Die Schach-Weltmeisterschaft        | 友情のため！亜美とベルチェ激突 (Yūjō no Tame! Ami to Beruche Gekitotsu)                 | 16. Okt. 1993          | 4. Sep. 1997                          |
| 72         | 26        | Alle gegen Rubeus                   | 非情のルベウス！悲しみの四姉妹 (Hijō no Rubeusu! Kanashimi no Yon Shimai)               | 30. Okt. 1993          | 5. Sep. 1997                          |
| 73         | 27        | UFO                                 | UFO出現！さらわれたセーラー戦士たち (UFO Shutsugen! Sarawareta Sērā Senshi-tachi)       | 6. Nov. 1993           | 8. Sep. 1997                          |
| 74         | 28        | Gefahr im Weltraum                  | ルベウスを倒せ！宇宙空間の決戦 (Rubeusu o Taose! Uchūkūkan no Kessen)                   | 13. Nov. 1993          | 9. Sep. 1997                          |
| 75         | 29        | Chibiusa ist krank                  | 謎の新戦士セーラープルート登場 (Nazo no Shin Senshi Sērā Purūto Tōjō)                   | 20. Nov. 1993          | 10. Sep. 1997                         |
| 76         | 30        | Kuchen, Kuchen, Kuchen              | 暗黒の魔力！エスメロードの侵略 (Ankoku no Maryoku! Esumerōdo no Shinryaku)              | 4. Dez. 1993           | 11. Sep. 1997                         |
| 77         | 31        | Bunnys Alptraum                     | 想いは同じ！うさぎと衛の愛再び (Omoi wa Onaji! Usagi to Mamoru no Ai Futatabi)          | 11. Dez. 1993          | 12. Sep. 1997                         |
| 78         | 32        | Grippewelle                         | ヴィーナス美奈子のナース大騒動 (Vīnasu Minako no Nāsu Daisōdō)                          | 18. Dez. 1993          | 15. Sep. 1997                         |
| 79         | 33        | Die Mutprobe                        | アルテミスの冒険！魔の動物王国 (Arutemisu no Bōken! Ma no Dōbutsu Ōkoku)                | 25. Dez. 1993          | 16. Sep. 1997                         |
| 80         | 34        | Die Betrügerin                      | 恐怖の幻影！ひとりぼっちの亜美 (Kyōfu no Gen'ei! Hitoribotchi no Ami)                   | 8. Jan. 1994           | 17. Sep. 1997                         |
| 81         | 35        | Chaos in der Schule                 | 暗黒ゲート完成？狙われた小学校 (Ankoku Gēto Kansei? Nerawareta Shōgakkō)                | 15. Jan. 1994          | 18. Sep. 1997                         |
| 82         | 36        | Sailor Moon in Not                  | 未来への旅立ち！時空回廊の戦い (Mirai e no Tabidachi! Jikū Kairō no Tatakai)            | 22. Jan. 1994          | 19. Sep. 1997                         |
| 83         | 37        | Reise in die Zukunft                | 衝撃の未来！デマンドの黒き野望 (Shōgeki no Mirai! Demando no Kuroki Yabō)               | 29. Jan. 1994          | 22. Sep. 1997                         |
| 84         | 38        | Das Ende von Esmeraude              | ワイズマンの魔手！ちびうさ消滅 (Waizuman no Mashu! Chibiusa Shōmetsu)                   | 5. Feb. 1994           | 23. Sep. 1997                         |
| 85         | 39        | Black Lady                          | 暗黒の女王ブラックレディの誕生 (Ankoku no Joō Burakku Redi no Tanjō)                    | 12. Feb. 1994          | 24. Sep. 1997                         |
| 86         | 40        | Der falsche Verräter                | サフィール絶命！ワイズマンの罠 (Safīru Zetsumei! Waizuman no Wana)                      | 19. Feb. 1994          | 25. Sep. 1997                         |
| 87         | 41        | Im Inneren des Kristalls            | 愛と未来を信じて！うさぎの決心 (Ai to Mirai o Shinjite! Usagi no Kesshin)               | 26. Feb. 1994          | 26. Sep. 1997                         |
| 88         | 42        | Chibiusas Abschied                  | 光と闇の最終決戦！未来へ誓う愛 (Hikari to Yami no Saishū Kessen! Mirai e Chikau Ai)     | 5. März 1994           | 29. Sep. 1997                         |
| 89         | 43        | —                                   | うさぎ達の決意！新しき戦いの序曲 (Usagi-tachi no Ketsui! Atarashiki Tatakai no Jokyoku) | 12. März 1994          | —                                     |

## Staffel 3
| Nr. (ges.) | Nr. (St.) | Deutscher Titel              | Originaltitel                                                                             | Erstausstrahlung Japan | Deutschsprachige Erstausstrahlung (D) |
| ---------- | --------- | ---------------------------- | ----------------------------------------------------------------------------------------- | ---------------------- | ------------------------------------- |
| 90         | 1         | Lernen fällt schwer          | 地球崩壊の予感？謎の新戦士出現 (Chikyū Hōkai no Yokan? Nazo no Shin Senshi Shutsugen)     | 19. März 1994          | 30. Sep. 1997                         |
| 91         | 2         | Der neue Mondstab            | 愛のロッド誕生！うさぎの新変身 (Ai no Roddo Tanjō! Usagi no Shin Henshin)                 | 26. März 1994          | 1. Okt. 1997                          |
| 92         | 3         | Wer ist Haruka?              | 素敵な美少年？天王はるかの秘密 (Suteki na Bishōnen? Ten'ō Haruka no Himitsu)              | 16. Apr. 1994          | 2. Okt. 1997                          |
| 93         | 4         | Das Konzert                  | うさぎの憧れ！優美な天才みちる (Usagi no Akogare! Yūbina Tensai Michiru)                  | 23. Apr. 1994          | 6. Okt. 1997                          |
| 94         | 5         | Der erste Kuss               | 純な心を守れ！敵味方三つ巴乱戦 (Pyua na Kokoro o Mamore! Teki Mikata Mittsu Tomoe Ransen) | 30. Apr. 1994          | 7. Okt. 1997                          |
| 95         | 6         | Du schaffst es, Umino        | 恋のおたすけはムーンにおまかせ (Koi no Otasuke wa Mūn ni Omakase)                         | 7. Mai 1994            | 8. Okt. 1997                          |
| 96         | 7         | Falscher Verdacht            | 冷酷なウラヌス？まことのピンチ (Reikoku na Uranusu? Makoto no Pinchi)                     | 14. Mai 1994           | 9. Okt. 1997                          |
| 97         | 8         | Das Wettschwimmen            | 水のラビリンス！ねらわれた亜美 (Mizu no Rabirinsu! Nerawareta Ami)                        | 21. Mai 1994           | 10. Okt. 1997                         |
| 98         | 9         | Motocross-Rennen             | 友達を救え！ムーンウラヌス連合 (Tomodachi o Sukue! Mūn Uranusu Rengō)                     | 28. Mai 1994           | 13. Okt. 1997                         |
| 99         | 10        | Liebeskummer                 | 男の優しさ！雄一郎レイに失恋? (Otoko no Yasashisa! Yūichirō Rei ni Shitsuren?)            | 18. Juni 1994          | 14. Okt. 1997                         |
| 100        | 11        | Einfach nur glücklich sein   | S戦士を辞めたい！？美奈子の悩み (Sērā Senshi o Yametai!? Minako no Nayami)                | 25. Juni 1994          | 15. Okt. 1997                         |
| 101        | 12        | Bunnys Geburtstag – Teil 1   | うさぎ涙！誕生日にガラスの靴を (Usagi Namida! Tanjōbi ni Garasu no Kutsu o)               | 2. Juli 1994           | 16. Okt. 1997                         |
| 102        | 13        | Bunnys Geburtstag – Teil 2   | 奪われた純な心！うさぎ絶体絶命 (Ubawareta Pyua na Kokoro! Usagi Zettai Zetsumei)          | 16. Juli 1994          | 17. Okt. 1997                         |
| 103        | 14        | Die neue Kriegerin Chibimoon | やって来たちっちゃな美少女戦士 (Yattekita Chitchana Bishōjo Senshi)                       | 6. Aug. 1994           | 20. Okt. 1997                         |
| 104        | 15        | Freunde finden ist schwer    | 友達を求めて！ちびムーンの活躍 (Tomodachi o Motomete! Chibi Mūn no Katsuyaku)             | 20. Aug. 1994          | 21. Okt. 1997                         |
| 105        | 16        | Gemeinsam sind wir stark     | 力が欲しい！まこちゃんの迷い道 (Pawā ga Hoshī! Mako-chan no Mayoi Michi)                  | 27. Aug. 1994          | 22. Okt. 1997                         |
| 106        | 17        | Erste Begegnung              | 運命のきずな！ウラヌスの遠い日 (Unmei no Kizuna! Uranusu no Tōi Hi)                       | 3. Sep. 1994           | 23. Okt. 1997                         |
| 107        | 18        | Kleine Künstler              | 芸術は愛の爆発！ちびうさの初恋 (Geijutsu wa Ai no Bakuhatsu! Chibiusa no Hatsukoi)        | 10. Sep. 1994          | 24. Okt. 1997                         |
| 108        | 19        | Die Party                    | うさぎのダンスはワルツに乗って (Usagi no Dansu wa Warutsu ni Notte)                       | 17. Sep. 1994          | 27. Okt. 1997                         |
| 109        | 20        | Die Enttarnung               | 衝撃の刻！明かされた互いの正体 (Shōgeki no Toki! Akasareta Tagai no Shōtai)               | 24. Sep. 1994          | 28. Okt. 1997                         |
| 110        | 21        | Die Talismane                | ウラヌス達の死？タリスマン出現 (Uranusu-tachi no Shi? Tarisuman Shutsugen)                | 15. Okt. 1994          | 29. Okt. 1997                         |
| 111        | 22        | Der Heilige Gral             | 聖杯の神秘な力！ムーン二段変身 (Seihai no Shinpina Chikara! Mūn Nidan Henshin)            | 22. Okt. 1994          | 30. Okt. 1997                         |
| 112        | 23        | Licht und Schatten           | 真の救世主は誰？光と影のカオス (Shin no Meshia wa Dare? Hikari to Kage no Kaosu)          | 5. Nov. 1994           | 31. Okt. 1997                         |
| 113        | 24        | Überraschung für Bunny       | 妖気漂う家！美少女ほたるの秘密 (Yōki Tadayou Ie! Bishōjo Hotaru no Himitsu)               | 12. Nov. 1994          | 3. Nov. 1997                          |
| 114        | 25        | Mimets großer Traum          | アイドル大好き！悩めるミメット (Aidoru Daisuki! Nayameru Mimetto)                         | 19. Nov. 1994          | 4. Nov. 1997                          |
| 115        | 26        | Seltsame Kraft               | 沈黙の影！？あわき蛍火のゆらめき (Chinmoku no Kage!? Awaki Hotarubi no Yurameki)          | 26. Nov. 1994          | 5. Nov. 1997                          |
| 116        | 27        | Das Picknick                 | 嵐のち晴れ！ほたるに捧げる友情 (Arashi Nochi Hare! Hotaru ni Sasageru Yūjō)               | 3. Dez. 1994           | 6. Nov. 1997                          |
| 117        | 28        | Der Brief                    | より高くより強く！うさぎの応援 (Yori Takaku Yori Tsuyoku! Usagi no Ōen)                   | 10. Dez. 1994          | 7. Nov. 1997                          |
| 118        | 29        | Ungewollte Reise             | 魔空の戦い！セーラー戦士の賭け (Makū no Tatakai! Sērā Senshi no Kake)                     | 17. Dez. 1994          | 10. Nov. 1997                         |
| 119        | 30        | Sailor Saturn                | 沈黙のメシアの覚せい？運命の星々 (Chinmoku no Meshia no Kakusei? Unmei no Hoshiboshi)     | 24. Dez. 1994          | 11. Nov. 1997                         |
| 120        | 31        | Mimets Ende                  | 異次元からの侵略！無限学園の謎 (Ijigen Kara no Shinryaku! Mugen Gakuen no Nazo)           | 7. Jan. 1995           | 12. Nov. 1997                         |
| 121        | 32        | Gefährliche Blumen           | 心を奪う妖花！第三の魔女テルル (Kokoro o Ubau Yōka! Daisan no Majo Teruru)                | 14. Jan. 1995          | 13. Nov. 1997                         |
| 122        | 33        | Die Tücken der Technik       | 愛を信じて！亜美心優しき戦士 (Ai o Shinjite! Ami Kokoro Yasashiki Senshi)                 | 21. Jan. 1995          | 14. Nov. 1997                         |
| 123        | 34        | Mistress 9                   | 破滅の影！沈黙のメシアの目覚め (Hametsu no Kage! Chinmoku no Meshia no Mezame)            | 28. Jan. 1995          | 17. Nov. 1997                         |
| 124        | 35        | Der Messias der Stille       | 迫り来る闇の恐怖！苦戦の8戦士 (Semari Kuru Yami no Kyōfu! Kusen no 8 Senshi)              | 4. Feb. 1995           | 18. Nov. 1997                         |
| 125        | 36        | Chibiusa ist gerettet        | 輝く流星！サターンそして救世主 (Kagayaku Ryūsei! Satān Soshite Meshia)                    | 11. Feb. 1995          | 19. Nov. 1997                         |
| 126        | 37        | Ein neues Leben              | 新しき生命！運命の星々別離の時 (Atarashiki Seimei! Unmei no Hoshiboshi Wakare no Toki)    | 18. Feb. 1995          | 20. Nov. 1997                         |
| 127        | 38        | Die Liebe siegt              | 戦士の自覚！強さは純な心の中に (Senshi no Jikaku! Tsuyosa wa Pyua na Kokoro no Naka ni)   | 25. Feb. 1995          | 21. Nov. 1997                         |

## Staffel 4
| Nr. (ges.) | Nr. (St.) | Deutscher Titel             | Originaltitel                                                                          | Erstausstrahlung Japan | Deutschsprachige Erstausstrahlung (D) |
| ---------- | --------- | --------------------------- | -------------------------------------------------------------------------------------- | ---------------------- | ------------------------------------- |
| 128        | 1         | Das fremde Zirkuszelt       | 運命の出会い！ペガサスの舞う夜 (Unmei no Deai! Pegasasu no Mau Yoru)                   | 4. März 1995           | 22. Sep. 1998                         |
| 129        | 2         | Eine schwere Entscheidung   | スーパー変身再び！ペガサスの力 (Sūpā Henshin Futatabi! Pegasasu no Pawā)               | 11. März 1995          | 23. Sep. 1998                         |
| 130        | 3         | Neue Kräfte für Sailor Moon | 守れ母の夢！Wムーンの新必殺技 (Mamore Haha no Yume! Daburu Mūn no Shin Hissatsu Waza)  | 18. März 1995          | 24. Sep. 1998                         |
| 131        | 4         | Eine Falle für Pegasus      | ペガサスを捕えろ！アマゾンの罠 (Pegasasu o Toraero! Amazon no Wana)                    | 25. März 1995          | 25. Sep. 1998                         |
| 132        | 5         | Ein ideales Paar?           | お似合いの二人！うさぎと衛の愛 (Oniai no Futari! Usagi to Mamoru no Ai)                | 15. Apr. 1995          | 26. Sep. 1998                         |
| 133        | 6         | Die hübsche Nonne           | アルテミスの浮気？謎の子猫登場 (Arutemisu no Uwaki? Nazo no Koneko Tōjō)               | 29. Apr. 1995          | 27. Sep. 1998                         |
| 134        | 7         | Berühmte Freundin           | まことの友情！天馬に憧れた少女 (Makoto no Yūjō! Tenba ni Akogareta Shōjo)              | 13. Mai 1995           | 29. Sep. 1998                         |
| 135        | 8         | Mitten ins Herz             | 触れ合う心！ちびうさとペガサス (Fureau Kokoro! Chibiusa to Pegasasu)                   | 20. Mai 1995           | 30. Sep. 1998                         |
| 136        | 9         | Reis Vergangenheit          | 衛を守れ！忍者うさぎのヤキモチ (Mamoru o Mamore! Ninja Usagi no Yakimochi)             | 27. Mai 1995           | 1. Okt. 1998                          |
| 137        | 10        | Im Land der Feen            | あやかしの森！美しき妖精の誘い (Ayakashi no Mori! Utsukushiki Yōsei no Izanai)         | 3. Juni 1995           | 2. Okt. 1998                          |
| 138        | 11        | Natsumis Traum              | 天国まで走れ！夢の車にかける愛 (Tengoku made Hashire! Yume no Kuruma ni Kakeru Ai)     | 10. Juni 1995          | 3. Okt. 1998                          |
| 139        | 12        | Ein großer Samurai          | 目指せ日本一！美少女剣士の悩み (Mezase Nippon-ichi! Bishōjo Kenshi no Nayami)          | 17. Juni 1995          | 5. Okt. 1998                          |
| 140        | 13        | Traumhafte Mode             | ミニが大好き！おしゃれな戦士達 (Mini ga Daisuki! Oshare na Senshi-tachi)               | 1. Juli 1995           | 6. Okt. 1998                          |
| 141        | 14        | Doppelte Gefahr             | 恋の嵐！美奈子のフタマタ大作戦 (Koi no Arashi! Minako no Futamata Daisakusen)          | 8. Juli 1995           | 7. Okt. 1998                          |
| 142        | 15        | Die beste Küche             | 秘密の館！愛のメニューを貴方に (Himitsu no Yakata! Ai no Menyū o Anata ni)             | 15. Juli 1995          | 8. Okt. 1998                          |
| 143        | 16        | Der Antrag                  | 天馬を信じる時！4戦士の超変身 (Pegasasu o Shinjiru Toki! 4 Senshi no Supā Henshin)     | 22. Juli 1995          | 9. Okt. 1998                          |
| 144        | 17        | Sonne, Strand und Träume    | きらめく夏の日！潮風の少女亜美 (Kirameku Natsu no Hi! Shiokaze no Shōjo Ami)           | 12. Aug. 1995          | 10. Okt. 1998                         |
| 145        | 18        | Prima Ballerina             | プリマをねらえ！うさぎのバレエ (Purima o Nerae! Usagi no Barē)                         | 19. Aug. 1995          | 12. Okt. 1998                         |
| 146        | 19        | Prinzessin Rubyna           | 十番街の休日！無邪気な王女様 (Jūbangai no Kyūjitsu! Mujaki na Ōjosama)                 | 26. Aug. 1995          | 13. Okt. 1998                         |
| 147        | 20        | Das Schulfest               | 運命のパートナー？まことの純情 (Unmei no Pātonā? Makoto no Junjō)                      | 2. Sep. 1995           | 14. Okt. 1998                         |
| 148        | 21        | Mamoru in Gefahr            | 巨悪の影！追いつめられたトリオ (Kyoaku no Kage! Oitsumerareta Torio)                   | 23. Sep. 1995          | 15. Okt. 1998                         |
| 149        | 22        | Für immer Mensch            | 夢の鏡！アマゾン最後のステージ (Yume no Kagami! Amazon Saigo no Sutēji)                | 21. Okt. 1995          | 16. Okt. 1998                         |
| 150        | 23        | Zirkus, Zirkus              | アマゾネス！鏡の裏から来た悪夢 (Amazonesu! Kagami no Ura Kara Kita Akumu)              | 28. Okt. 1995          | 17. Okt. 1998                         |
| 151        | 24        | Amis Dichtkunst             | 真のパワー爆発！亜美心のしらべ (Shin no Pawā Bakuhatsu! Ami Kokoro no Shirabe)         | 4. Nov. 1995           | 19. Okt. 1998                         |
| 152        | 25        | Stehe zu dir selbst         | 炎の情熱！マーズ怒りの超必殺技 (Honō no Jōnetsu! Māzu Ikari no Chō Hissatsu Waza)      | 11. Nov. 1995          | 20. Okt. 1998                         |
| 153        | 26        | Zahnweh                     | 恐怖の歯医者さん？パラパラの館 (Kyōfu no Haisha-san? ParaPara no Yakata)               | 18. Nov. 1995          | 21. Okt. 1998                         |
| 154        | 27        | Der Basar                   | 夢対決！美奈子とまこと絶交宣言 (Yume Taiketsu! Minako to Makoto Zekkō Sengen)          | 25. Nov. 1995          | 22. Okt. 1998                         |
| 155        | 28        | Wer Mut hat, siegt          | 恐怖を越えて！自由へのジャンプ (Kyōfu o Koete! Jiyū e no Janpu)                        | 2. Dez. 1995           | 23. Okt. 1998                         |
| 156        | 29        | Brotlose Kunst              | 夢を見失わないで！真実を映す鏡 (Yume o Miushinawanaide! Shinjitsu o Utsusu Kagami)     | 9. Dez. 1995           | 24. Okt. 1998                         |
| 157        | 30        | Vertrauen siegt             | ペガサスが消えた！？ゆれ動く友情 (Pegasasu ga Kieta!? Yure Ugoku Yūjō)                 | 16. Dez. 1995          | 26. Okt. 1998                         |
| 158        | 31        | Der wahre Pegasus           | 天馬の秘密！夢世界を守る美少年 (Pegasasu no Himitsu! Yume Sekai o Mamoru Bishōnen)     | 23. Dez. 1995          | 27. Okt. 1998                         |
| 159        | 32        | Chibiusas Geheimnis         | ちびうさの小さな恋のラプソディ (Chibiusa no Chīsana Koi no Rapusodi)                   | 13. Jan. 1996          | 28. Okt. 1998                         |
| 160        | 33        | Warum erwachsen werden?     | 大人になる夢！アマゾネスの当惑 (Otona ni Naru Yume! Amazonesu no Tōwaku)               | 20. Jan. 1996          | 29. Okt. 1998                         |
| 161        | 34        | Gefährliche Dunkelheit      | 動き出した恐怖！闇の女王の魔手 (Ugoki Dashita Kyōfu! Yami no Joō no Mashu)             | 27. Jan. 1996          | 30. Okt. 1998                         |
| 162        | 35        | In der Höhle des Löwen      | 闇の震源地デッドムーンサーカス (Yami no Shingenchi Deddo Mūn Sākasu)                   | 3. Feb. 1996           | 31. Okt. 1998                         |
| 163        | 36        | Spiegellabyrinth            | 鏡の迷宮！捕えられたちびムーン (Kagami no Meikyū! Toraerareta Chibi Mūn)               | 10. Feb. 1996          | 2. Nov. 1998                          |
| 164        | 37        | Der Goldene Kristall        | 黄金水晶出現！ネヘレニアの魔力 (Gōruden Kurisutaru Shutsugen! Neherenia no Maryoku)    | 17. Feb. 1996          | 3. Nov. 1998                          |
| 165        | 38        | Die Macht der Träume        | クリスタル輝く時！美しき夢の力 (Kurisutaru Kagayaku Toki! Utsukushiki Yume no Chikara) | 24. Feb. 1996          | 4. Nov. 1998                          |
| 166        | 39        | Abschied                    | 夢よいつまでも！光、天に満ちて (Yume yo Itsumademo! Hikari, Ten ni Michite)            | 2. März 1996           | 5. Nov. 1998                          |

## Staffel 5
| Nr. (ges.) | Nr. (St.) | Deutscher Titel                   | Originaltitel                                                                           | Erstausstrahlung Japan | Deutschsprachige Erstausstrahlung (D) |
| ---------- | --------- | --------------------------------- | --------------------------------------------------------------------------------------- | ---------------------- | ------------------------------------- |
| 167        | 1         | Nehelenias Erwachen               | 悪夢花を散らす！闇の女王復活 (Akumu Hana o Chirasu Toki! Yami no Joō Fukkatsu)          | 9. März 1996           | 6. Nov. 1998                          |
| 168        | 2         | Neue Kraft für Sailor Moon        | サターンの目覚め！S10戦士集結 (Satān no Mezame! Sērā 10 Senshi Shūketsu)                | 23. März 1996          | 7. Nov. 1998                          |
| 169        | 3         | Nehelenias Rache                  | 呪いの魔鏡！悪夢にとらわれた衛 (Noroi no Makyō! Akumu ni Torawareta Mamoru)             | 13. Apr. 1996          | 9. Nov. 1998                          |
| 170        | 4         | Hilfe für Mamoru                  | 運命の一夜！セーラー戦士の苦難 (Unmei no Ichiya! Sērā Senshi no Kunan)                  | 20. Apr. 1996          | 10. Nov. 1998                         |
| 171        | 5         | Nehelenias Traumwelt              | 愛ゆえに！果てしなき魔界の戦い (Ai Yueni! Hateshinaki Makai no Tatakai)                 | 27. Apr. 1996          | 11. Nov. 1998                         |
| 172        | 6         | Das Ende des Alptraums            | 愛のムーンパワー！悪夢の終わる時 (Ai no Mūn Pawā! Akumu no Owaru Toki)                  | 4. Mai 1996            | 12. Nov. 1998                         |
| 173        | 7         | Neue Gegner                       | 別れと出会い！運命の星々の流転 (Wakare to Deai! Unmei no Hoshiboshi no Ruten)           | 11. Mai 1996           | 13. Nov. 1998                         |
| 174        | 8         | Die Einschulung                   | 学園に吹く嵐！転校生はアイドル (Gakuen ni Fuku Arashi! Tenkōsei wa Aidoru)              | 18. Mai 1996           | 14. Nov. 1998                         |
| 175        | 9         | Der Weg zum Ruhm                  | アイドルをめざせ！美奈子の野望 (Aidoru o Mezase! Minako no Yabō)                        | 25. Mai 1996           | 16. Nov. 1998                         |
| 176        | 10        | Musical-Stars                     | ファイターの正体！衝撃の超変身 (Faitā no Shōtai! Shōgeki no Chō Henshin)                | 8. Juni 1996           | 17. Nov. 1998                         |
| 177        | 11        | Amans Komet                       | 星に託す夢とロマン！大気の変身 (Hoshi ni Takusu Yume to Roman! Taiki no Henshin)        | 15. Juni 1996          | 18. Nov. 1998                         |
| 178        | 12        | Luna und Yaten werden Freunde     | ルナは見た！？アイドル夜天の素顔 (Runa wa Mita!? Aidoru Yaten no Sugao)                 | 22. Juni 1996          | 19. Nov. 1998                         |
| 179        | 13        | Der beste Koch der Stadt          | 敵？味方？スターライツとS戦士 (Teki? Mikata? Sutāraitsu to Sērā Senshi)                 | 29. Juni 1996          | 20. Nov. 1998                         |
| 180        | 14        | Fremde Freunde                    | 呼び合う星の輝き！はるか達参戦 (Yobiau Hoshi no Kagayaki! Haruka-tachi Sansen)          | 13. Juli 1996          | 21. Nov. 1998                         |
| 181        | 15        | Das Ende von Sailor Iron Mouse    | セイヤとうさぎのドキドキデート (Seiya to Usagi no Dokidoki Dēto)                        | 20. Juli 1996          | 23. Nov. 1998                         |
| 182        | 16        | Familienzuwachs                   | 宇宙からの侵略！セイレーン飛来 (Uchū Kara no Shinryaku! Seirēn Hirai)                   | 3. Aug. 1996           | 24. Nov. 1998                         |
| 183        | 17        | Ferien am See                     | 死霊の叫び！？恐怖キャンプの怪人 (Shiryō no Sakebi!? Kyōfu Kyanpu no Kaijin)            | 10. Aug. 1996          | 25. Nov. 1998                         |
| 184        | 18        | Allein zu Haus                    | ふたりきりの夜！うさぎのピンチ (Futarikiri no Yoru! Usagi no Pinchi)                    | 17. Aug. 1996          | 26. Nov. 1998                         |
| 185        | 19        | Amis kleine Freundin              | 大気絶唱！信じる心を歌にこめて (Taiki Zesshō! Shinjiru Kokoro o Uta ni Komete)          | 31. Aug. 1996          | 27. Nov. 1998                         |
| 186        | 20        | Scherben über Scherben            | ちびちびの謎！おさわがせ大追跡 (Chibichibi no Nazo! Osawagase Daitsuiseki)              | 7. Sep. 1996           | 28. Nov. 1998                         |
| 187        | 21        | Gib niemals auf                   | 輝く星のパワー！ちびちびの変身 (Kagayaku Hoshi no Pawā! Chibichibi no Henshin)          | 14. Sep. 1996          | 30. Nov. 1998                         |
| 188        | 22        | Die Geheimnisse werden gelüftet   | 恐怖への招待！うさぎの夜間飛行 (Kyōfu e no Shōtai! Usagi no Yakan Hikō)                 | 12. Okt. 1996          | 1. Dez. 1998                          |
| 189        | 23        | Aussprache                        | 使命と友情の間！S戦士達の対立 (Shimei to Yūjō no Hazama! Sērā Senshi-tachi no Tairitsu) | 19. Okt. 1996          | 2. Dez. 1998                          |
| 190        | 24        | Heimliche Grüße                   | 明かされた真実！セイヤ達の過去 (Akasareta Shinjitsu! Seiya-tachi no Kako)               | 26. Okt. 1996          | 3. Dez. 1998                          |
| 191        | 25        | Schmetterling des Lichts          | 光の蝶が舞う時！新しい波の予感 (Hikari no Chō ga Mau Toki! Atarashī Nami no Yokan)      | 9. Nov. 1996           | 4. Dez. 1998                          |
| 192        | 26        | Nur Mut!                          | 夢一直線！アイドル美奈子の誕生 (Yume Itchokusen! Aidoru Minako no Tanjō)                | 16. Nov. 1996          | 5. Dez. 1998                          |
| 193        | 27        | Die Prinzessin                    | うばわれた銀水晶！火球皇女出現 (Ubawareta Ginzuishō! Kakyū Purinsesu Shutsugen)         | 30. Nov. 1996          | 7. Dez. 1998                          |
| 194        | 28        | Die Geschichte der Sailor-Krieger | 銀河の聖戦！セーラーウォーズ伝説 (Ginga no Seisen! Sērā Wōzu Densetsu)                  | 7. Dez. 1996           | 8. Dez. 1998                          |
| 195        | 29        | Galaxia erscheint                 | 火球皇女消滅！ギャラクシア降臨 (Kakyū Purinsesu Shōmetsu! Gyarakushia Kōrin)            | 14. Dez. 1996          | 9. Dez. 1998                          |
| 196        | 30        | Von Angesicht zu Angesicht        | 銀河滅びる時！S戦士最後の戦い (Ginga Horobiru Toki! Sērā Senshi Saigo no Tatakai)       | 11. Jan. 1997          | 10. Dez. 1998                         |
| 197        | 31        | Überläufer                        | 銀河の支配者！ギャラクシアの脅威 (Ginga no Shihaisha! Gyarakushia no Kyōi)              | 18. Jan. 1997          | 11. Dez. 1998                         |
| 198        | 32        | Ein letzter Versuch               | 消えゆく星々！ウラヌス達の最期 (Kieyuku Hoshiboshi! Uranusu-tachi no Saigo)             | 25. Jan. 1997          | 12. Dez. 1998                         |
| 199        | 33        | Licht der Hoffnung                | 希望の光！銀河をかけた最終決戦 (Kibō no Hikari! Ginga o Kaketa Saishū Kessen)           | 1. Feb. 1997           | 14. Dez. 1998                         |
| 200        | 34        | Alles wird gut                    | うさぎの愛！月光銀河を照らす (Usagi no Ai! Gekkō Ginga o Terasu)                        | 8. Feb. 1997           | 15. Dez. 1998                         |